# Khotyn
Khotyn (ukrainsk: Хотин, tr. Khotyn) en by i Tjernivtsi oblast i det vestlige Ukraine. Byen ligger i Dnistrovskyj rajon og var tidligere det administrative center i Khotyn rajon. Byen har 9.692(2013) indbyggere. Byen er beliggende ved højre bred af Dnestr og er en del af den historiske region Bessarabien.

## Etymologi
Khotyns navn kendes tilbage fra 1001. Byen har på grund af de mange erobringer haft forskellige navne gennem historien blandt andet: polsk: Chocim; rumænsk Hotin; tyrkisk Hotin.

## Historie
I tidligere tider var byen en del af Fyrstedømmet Moldavia (1359–1812), men på grund af den stærke Khotynska fæstning skiftede byen ofte herskere og har hørt til Den polsk-litauiske realunion, Osmannerriget og Østrig-Ungarn,, inden den blev en del af Bessarabien i Rusland (1812–1917), Den moldoviske demokratiske republik (1917–1918), Rumænien (1918–1940, 1941–1944) og Sovjetunionen (1940–1941, 1944–1991).
Opførelsen af den Khotynske fæstning i den nuværende udformning blev påbegyndt i 1325, mens større ændringer blev gennemført i 1380'erne og 1460'erne. Fæstningen er en stor turistattraktion i området.